# 北近畿
北近畿（きたきんき）は、近畿地方の日本海側を指す地域名。広義では若狭地方や山陰地方の一部に含まれることがある。

## 概要

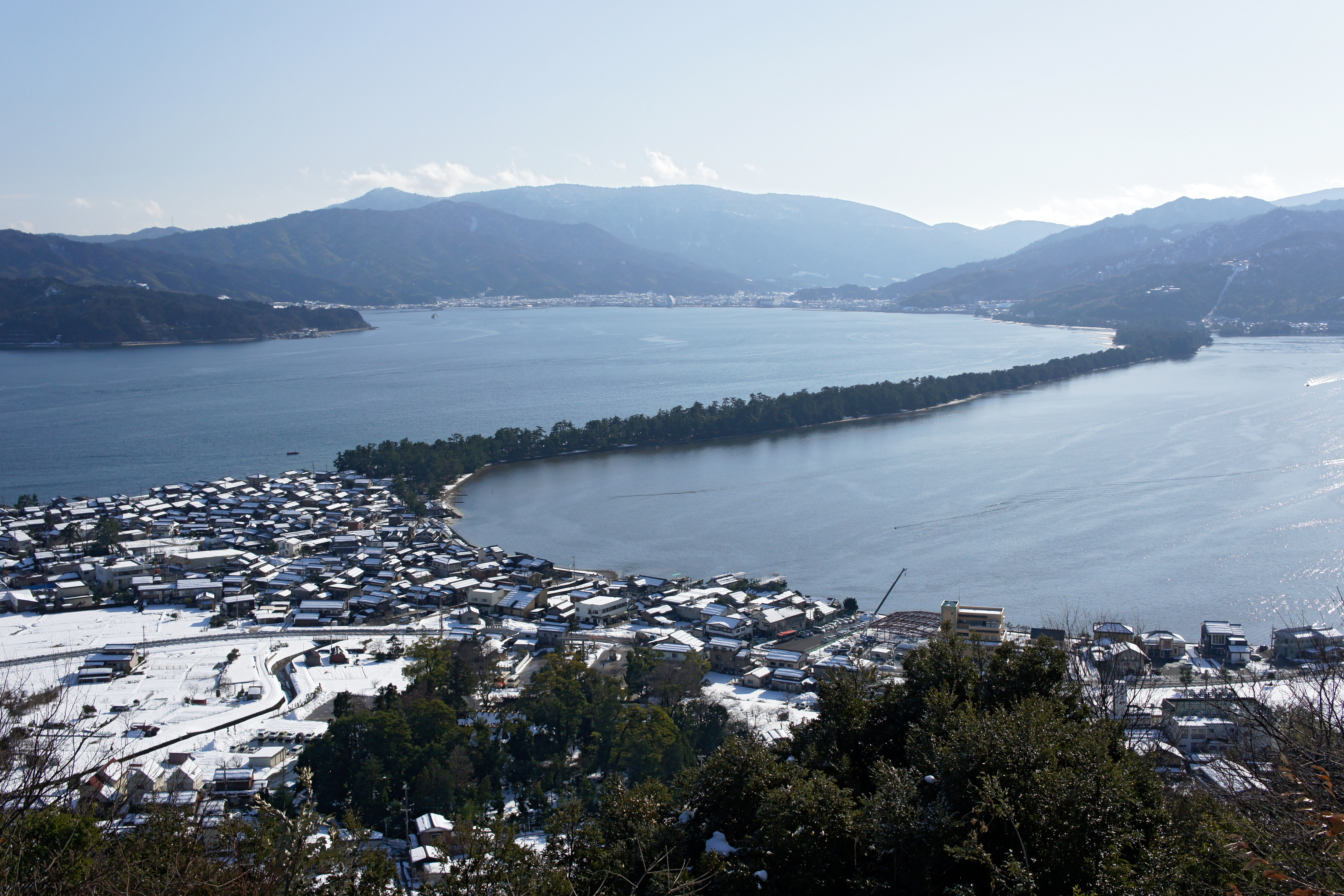
天橋立

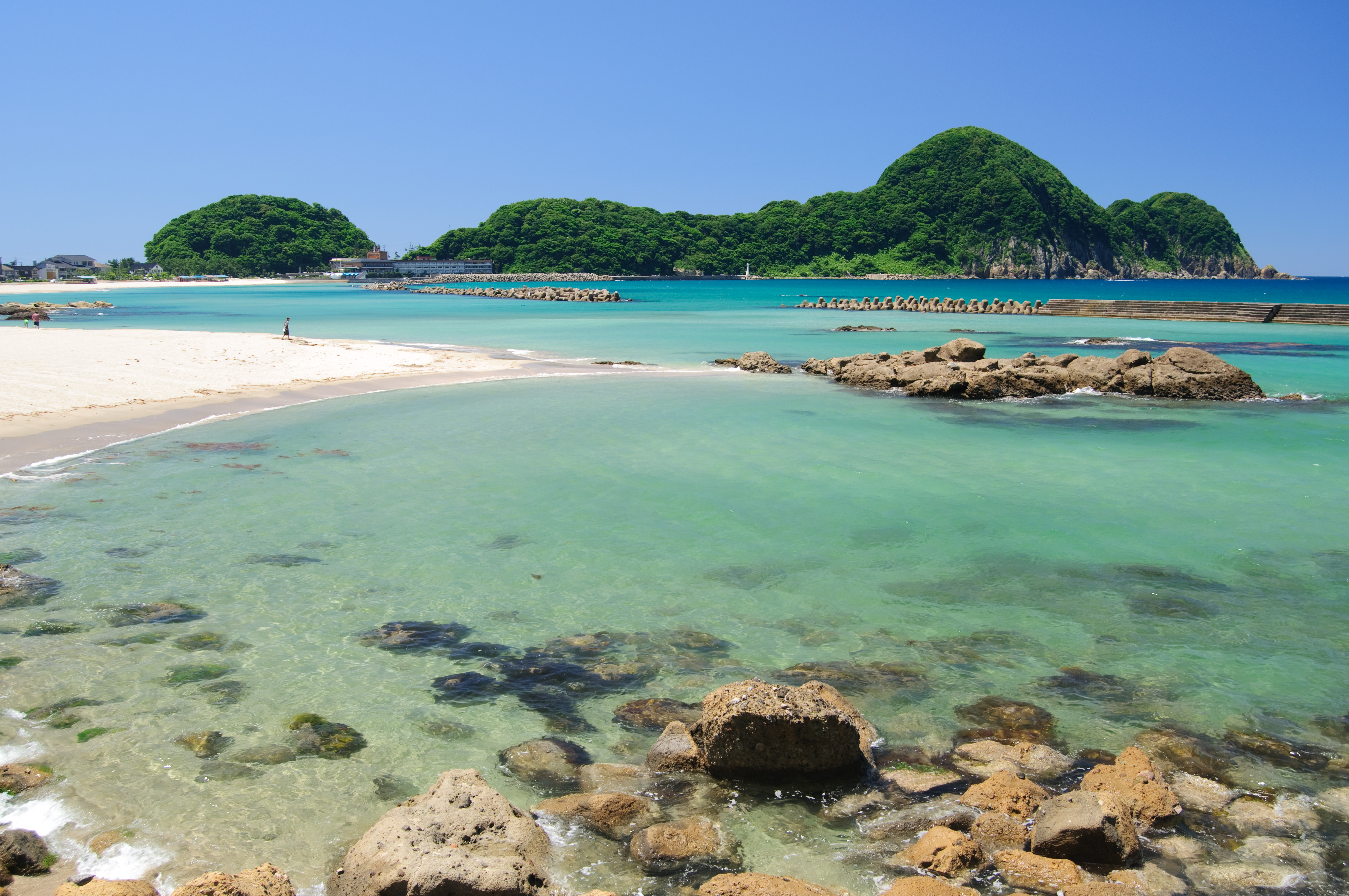
竹野浜と猫崎

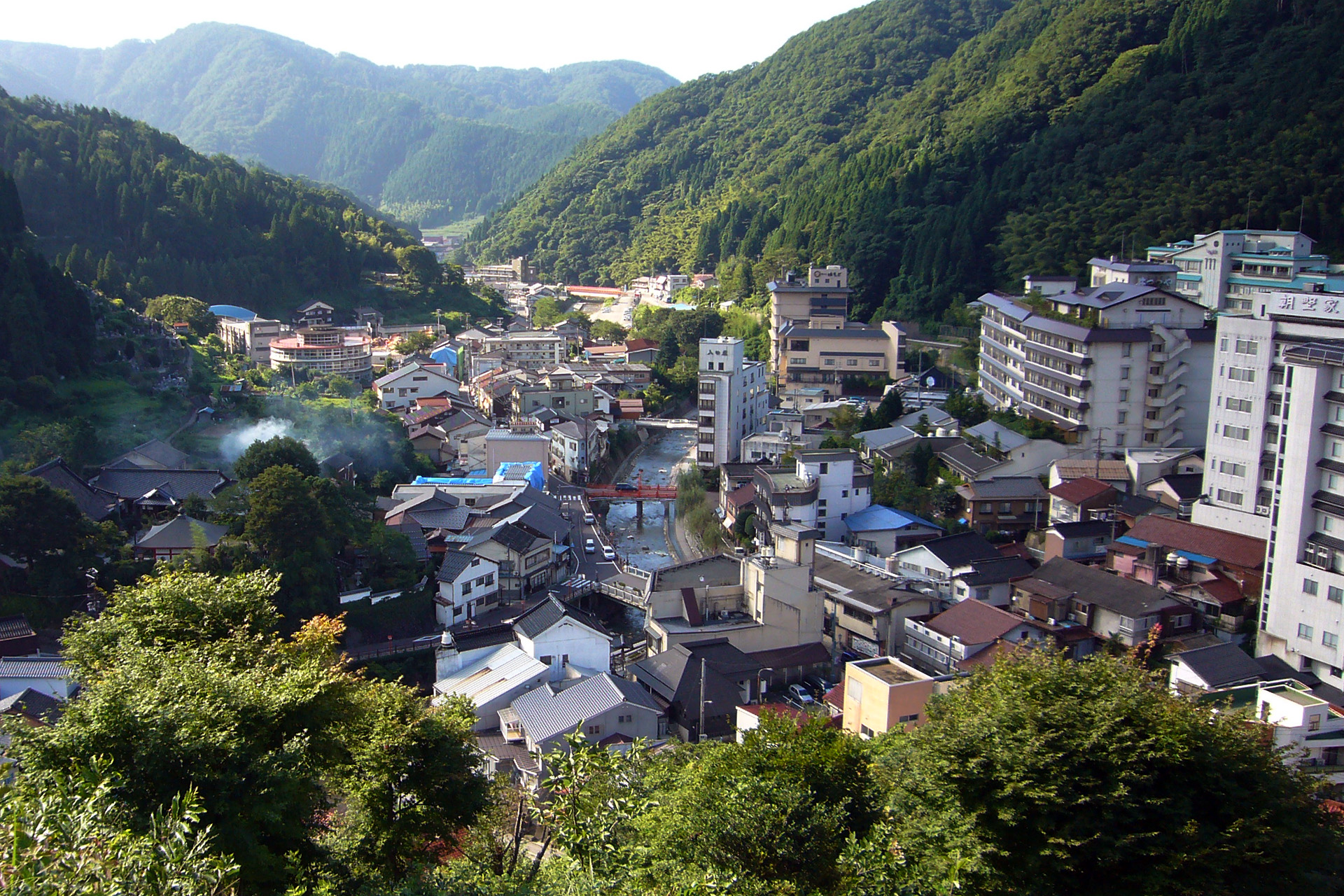
湯村温泉

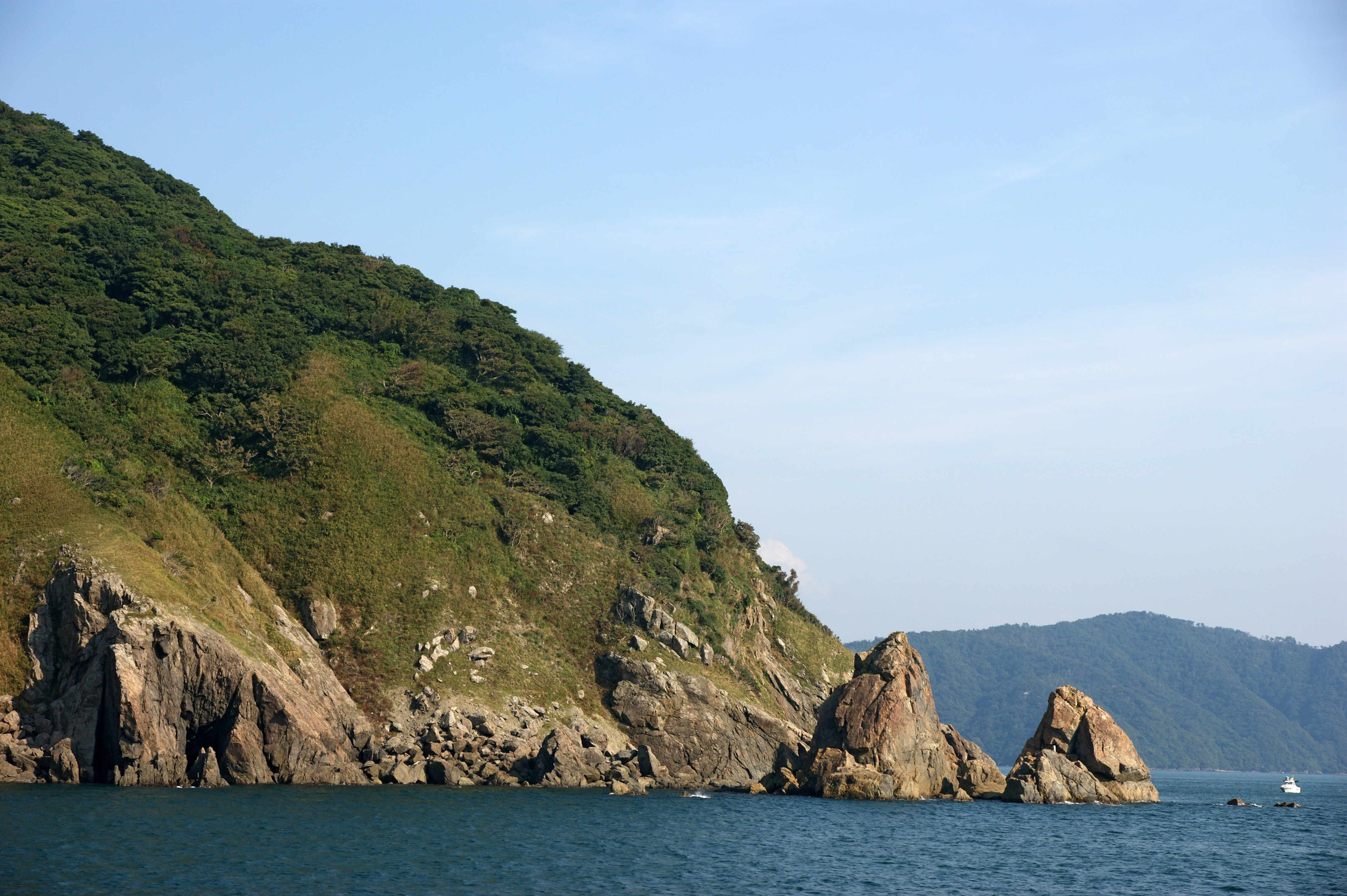
小浜市の蘇洞門

京都府北部と兵庫県北部（広義では福井県嶺南）を指し、令制国では丹波国の北半、丹後国、但馬国（広義では若狭国、越前国敦賀郡）にあたる。
地方名に「北」を冠する北東北・北関東・北部九州とは違い、地域内に県庁所在地を有さない。また、亀岡市・南丹市・船井郡京丹波町（南丹または口丹と呼ばれる地域）や丹波篠山市など、京阪神との繋がりが強い丹波国の南半にあたる地域 は近畿中部に属する。しかし、より広義な北近畿の範囲では丹波篠山市や福井県南部（嶺南）を含める場合もある。例えば、北近畿開発促進協議会には福井県南部（嶺南）の自治体も参加しているほか、北近畿広域観光連盟においても福井県南部（嶺南）と丹波篠山市が参画する。
北近畿は、山陰海岸国立公園や城崎温泉、日本三景の一つ天橋立などの名勝を抱えており、夏には海水浴を、冬にはカニ料理を目的とした観光客が多く訪れている。京都府北部と兵庫県北部の自治体は、観光事業の促進のために北近畿広域観光連盟を結成している。

## 地理

### 気候
日本海に面しており、気候は日本海側気候が見られるが、冬の雪は山間部を除いて北陸程は多くはなく、雨の日が比較的多い。このため、「弁当忘れても傘忘れるな」という格言が存在する。

### 地形
- 海浜：若狭湾、天橋立、日和山海岸、竹野海岸、香住海岸、浜坂海岸（但馬御火浦）
- 温泉：城崎温泉、湯村温泉、浜坂温泉郷
- 川：由良川、円山川
- 山：青葉山、五老岳、大江山、氷ノ山
- 盆地：福知山盆地、豊岡盆地
- 高地：瀞川平、丹波高地
- 半島：丹後半島、猫崎、大引きの鼻

## 歴史

### 古代
古代の北近畿には、旦波（丹波）など地方王国が分立していた。これらの地方王国は、北陸（越国）や山陰（因幡国、出雲国など）や北九州（筑紫国、末盧国など）の地方王国と共に、日本海沿岸の一大勢力を築いていた。その中でも旦波は、のちのヤマト王権に並ぶ独立性を持っていたとする説（丹後王国論）があるように、大陸との交易により力を備えていたと考えられている。伊勢神宮が現在の伊勢市に移る前には、元伊勢が大江山の近くに鎮座していた。奈良盆地でヤマト王権が勢力を拡大すると、北近畿の地方王国はヤマト王権に恭順し、北近畿はヤマト王権の北の入口となった。旦波は、丹波国と丹後国と但馬国に三分割され、丹波国府は元伊勢から離れた場所で、山城国に極めて近い亀岡に置かれた。

### 戦国時代から江戸時代
戦国時代には、守護の細川氏が弱体化した丹波地方にはかつての細川氏の被官であった国人領主がそれぞれ割拠した。若狭・丹後地方は守護の若狭武田氏と旧守護の一色氏が抗争をつづけたものの共に内紛により弱体化していった。畿内において織田信長が台頭し政治の実権を握るとそれらの勢力は駆逐され、信長の配下の丹羽長秀、明智光秀、細川藤孝などが北近畿を支配するようになる。本能寺の変で信長が斃れると、代わって台頭した豊臣秀吉により光秀は倒され長秀と藤孝は臣従し、北近畿は豊臣政権の支配の下に再配分された。秀吉没後の関ヶ原の戦いにおいては、北近畿は田辺城の戦いなど激戦地域の一つとなる。
江戸時代に入ると、北近畿には、宮津藩、丹後田辺藩、福知山藩、綾部藩、篠山藩、豊岡藩、出石藩といった小さな藩が分立した。杞柳（こりやなぎ）製品から始まった豊岡の鞄、綾部の紡績業といった地場産業には、この時期に興った物もある。

### 明治時代
江戸幕府が倒されて明治政府が誕生すると、廃藩置県によって、豊岡県が誕生する。しかし、1876年8月21日には、豊岡県は廃止され、山陽道沿線や中山道沿線の府県に編入された。
富国強兵政策が執られた明治時代には、いままで寒村であった東舞鶴（舞鶴市東部）に舞鶴鎮守府が設置され、日本海沿岸の一大軍事拠点となり、軍都として急速に発展し、日本海側有数の都市圏を形成することとなった。これと前後して、大阪や京都や敦賀から舞鶴に向けての鉄道が敷設され、北近畿にも鉄道の敷設が進められた。

### 戦後
第二次世界大戦後には、特に高度経済成長期に太平洋ベルトから漏れたため、北近畿でも過疎化した地域が見られるようになった。しかし、現在では舞鶴若狭自動車道の整備や、京都府が主導する工業団地の建設などが進められている。

## 産業

### 工業団地
京都府
- 京都北部中核工業団地
- 綾部工業団地
- 喜多工業団地
- 倉谷工業団地
- 平工業団地
- 長田野工業団地

兵庫県
- 豊岡中核工業団地

### 特産品
- 松茸
- 丹波栗
- 松葉蟹

- 舞鶴牡蛎
- 但馬牛
- 豊岡鞄

## 交通

### 交通の現況
鉄道は山陰本線と福知山線、舞鶴線及び小浜線のJR線及び京都丹後鉄道の路線がある。
高速道路は整備が遅れていたが、現在は舞鶴若狭自動車道が敦賀方面と阪神方面を、京都縦貫自動車道が京都方面を貫いている。山陰近畿自動車道が鳥取方面を貫くべく建設中である。また、北近畿豊岡自動車道が舞鶴若狭道春日IC・JCTより分岐し、和田山ICで播但連絡道路と連絡している。
港湾に関しては、京都府内にある舞鶴港が日本海沿岸の各地とつながる国内流通、及び韓国やロシアなどとの環日本海貿易拠点として、近畿地方全体でも重要な地位を決めている。舞鶴港では商港として発展してきた西舞鶴地区と、日露戦争時の帝国海軍に由来する軍港の歴史を持つ東舞鶴地区とが併存してきたが、近年では海上自衛隊の舞鶴基地に加えてフェリーターミナルも東舞鶴地区に整備されている。
航空網については兵庫県豊岡市に但馬飛行場（コウノトリ但馬空港）があり、大阪国際空港（伊丹空港）との間で定期便が毎日運航されているが、国内の他空港と比較した利用客数は少なく、地域自治体が求めている東京国際空港（羽田空港）との直行便も実現していない。北近畿地方との空路の往来では、京阪神地区内の大規模空港である大阪国際空港や神戸空港、それに兵庫県北西部に隣接する鳥取県鳥取市の鳥取空港の利用でもその利便性が維持される。

### 鉄道
西日本旅客鉄道
- 山陰本線
- 舞鶴線
- 小浜線
- 福知山線
- 播但線

京都丹後鉄道
- 宮舞線
- 宮豊線
- 宮福線

### 道路
高速道路
- 舞鶴若狭自動車道
- 山陰近畿自動車道

- 播但連絡道路
- 京都縦貫自動車道
- 北近畿豊岡自動車道

国道
- 国道9号
- 国道27号
- 国道173号

- 国道175号
- 国道176号
- 国道177号

- 国道178号
- 国道312号
- 国道426号

- 国道427号
- 国道429号
- 国道482号